# Us Weekly

Us Weekly est un hebdomadaire américain de divertissement fondé en 1977 par The New York Times Company. Le titre a été vendu en 1980 à Macfadden Media (en), puis en 1986 à Straight Arrow Publishers, Inc., désormais Wenner Medias. La publication couvre principalement des sujets sur les relations de célébrités, les dernières tendances de la mode, les soins de beauté et le divertissement. En 2007, le magazine était édité à 1,85 million d'exemplaires.
Avec Jann Wenner, les personnes dirigeant Us Weekly sont Michael Steele, rédacteur en chef, et l'éditeur Victoria Lasdon Rose.

## Historique
Le 18 février 2001, Wenner Medias  vend à The Walt Disney Company 50 % des parts d’Us Weekly pour 40 millions de dollars afin de financer une édition hebdomadaire du titre, alors publié mensuellement.
Bonnie Fuller (en) est rédactrice en chef de la publication de 2002 à 2003. Elle redessine le titre, créant ainsi un hebdomadaire moderne sur la célébrité et crée des rubriques emblématiques telles que « Les stars sont comme nous ». En juillet 2003, Janice Min devient rédactrice en chef, Victoria Lasdon Rose, éditrice, et Michael Steele, rédacteur en chef exécutif. Steele succéde à Min en 2009. Melanie Bromley est chef du bureau de la côte ouest du magazine de 2007 à 2012.
Le 10 août 2006, Wenner Medias rachète pour 300 millions de dollars les 50 % d’Us Weekly détenus par The Walt Disney Company. Wenner Medias détient donc à nouveau 100 % des parts.